# Paul Marcinkus
Paul Casimir Marcinkus (ur. 15 stycznia 1922 w Cicero, zm. 20 lutego 2006 w Sun City) – amerykański duchowny rzymskokatolicki pochodzenia litewskiego, arcybiskup tytularny Horty, prezes Instytutu Dzieł Religijnych w latach 1971-1989.

## Życiorys
Paul Marcinkus był synem litewskich imigrantów. Pod opieką księdza parafialnego rozwinęło się w nim powołanie do stanu duchownego.
Święcenia kapłańskie otrzymał 3 maja 1947 roku w archidiecezji w Chicago. Pełnił usługi duszpasterskie równocześnie dla kościoła św. Krystyny oraz kościoła Świętego Krzyża. Do 1949 roku był członkiem sądu diecezjalnego ds. małżeństw, który rozpatrywał wnioski o ich unieważnianie.
W 1950 roku Marcinkus wyjechał do Rzymu studiować na katolickim Uniwersytecie Gregoriańskim, gdzie trzy lata później uzyskał tytuł doktora prawa kanonicznego. Z rekomendacji ówczesnego arcybiskupa Chicago, kardynała Samuela Stritcha, trzydziestoletni Marcinkus w 1952 roku został skierowany do sekcji angielskiej watykańskiego sekretariatu stanu. Po ukończeniu dwuletniej szkoły dyplomacji pełnił misje w Boliwii w roku 1955 oraz w Kanadzie w roku 1959, za każdym razem jako attaché tamtejszego nuncjusza papieskiego.
W grudniu 1959 roku powrócił do Rzymu pracować w sekretariacie stanu. Jego znajomość hiszpańskiego i włoskiego spowodowała, że sporadycznie uczestniczył w rozmowach jako tłumacz papieża Jana XXIII. Wraz z wyniesieniem kardynała Giovanniego Battisty Montiniego do godności papieża Pawła VI, Marcinkus został z czasem najważniejszym tłumaczem języka angielskiego i pomagał prowadzić spotkania podczas podróży.
W 1963 roku, podczas jednej ze swych podróży do Rzymu, kardynał Spellman z Nowego Jorku zwrócił uwagę nowego papieża Pawła VI na to, że Marcinkus jest bardzo obiecującym człowiekiem. Kiedy w 1964 roku podczas wizyty w centrum Rzymu papież utknął wśród zgromadzonych wiernych i groziło mu niebezpieczeństwo, że zostanie stratowany przez rozentuzjazmowanych ludzi, Marcinkus utorował papieżowi drogę w tłumie. Innym znanym przypadkiem interwencji Marcinkusa jest zdarzenie z 1970 roku, gdy zasłonił Pawła VI własnym ciałem przed szaleńcem, który chciał zasztyletować papieża tuż po przylocie do Manili na Filipinach. 12 lat później Marcinkus – wedle relacji prasowych, których sam nie potwierdzał – uchronił też przed podobnym szaleńcem nożownikiem Jana Pawła II podczas jego pielgrzymki do Fátimy w 1982 roku.
W grudniu 1964 roku towarzyszył Pawłowi VI w podróży do Indii, rok później do ONZ w Nowym Jorku. Podczas tych podróży Marcinkus pełnił funkcję doradcy ds. bezpieczeństwa.
6 stycznia 1969 roku został arcybiskupem tytularnym Horty oraz sekretarzem Kurii Rzymskiej. Jego gorliwa ochrona stała się widoczna dwa miesiące później, kiedy nie zezwolił amerykańskim agentom tajnych służb na uczestnictwo w spotkaniu papieża Pawła VI oraz prezydenta Richarda Nixona, mówiąc: daję wam 60 sekund, żeby się stąd wynieść, albo możecie tłumaczyć prezydentowi, dlaczego papież się nie może z nim spotkać.
W 1971 roku został prezesem Istituto per le Opere di Religione (IOR), tzn. Banku Watykańskiego. Stanowisko to pełnił za pontyfikatu trzech kolejnych papieży Pawła VI, Jana Pawła I oraz Jana Pawła II. Przez Jana Pawła II został awansowany na proprezydenta Papieskiej Komisji ds. Państwa Watykańskiego, trzecią najważniejszą osobę w Watykanie po papieżu i sekretarzu stanu.

## Skandal finansowy
W lipcu 1982 roku Marcinkus został uwikłany w finansowy skandal związany z bankructwem Banco Ambrosiano. Marcinkus jako dyrektor Ambrosiano Overseas, z siedzibą w Nassau na wyspach Bahama, współpracował przez wiele lat z Roberto Calvim, szefem Banco Ambrosiano. 18 czerwca 1982 roku znaleziono Calviego powieszonego pod mostem Blackfriars Bridge w Londynie. Tego samego dnia sekretarka Calviego Graziella Corrocher w Mediolanie zginęła, wypadając z okna. Innym ważnym współpracownikiem Marcinkusa był Michele Sindona, członek Propaganda Due Nr. 501, który zmarł otruty w 1985 roku w więzieniu. Czasowo Marcinkus nie mógł opuścić Watykanu, gdyż był poszukiwany listem gończym. Watykan ofiarom skandalu bankowego zapłacił 241 000 000 dolarów, jednakże nigdy nie przyznano się do winy.
W 1989 roku arcybiskup Marcinkus ustąpił ze stanowiska prezesa Banku Watykańskiego, kiedy Watykan powierzył sprawowanie zarządu osobom świeckim.
Przed odejściem na emeryturę Paul Marcinkus wrócił w 1990 roku do archidiecezji w Chicago, gdzie żył jako ksiądz w parafii. Mieszkał w Phoenix w Arizonie. Pracował w parafii kościoła św. Klemensa Rzymskiego, gdzie uważany był za uczynnego księdza, chętnie odwiedzającego chorych.